# 스포큰 워드
스포큰 워드(Spoken word). '말로 쓰는 글', 또는 '말로 쓰는 시'. 이야기 풀이의 미학에 초점을 두는 시문학이며, 재치있는 언어의 기술(word play)과 억양 등에 초점을 맞추는 말하기 예술(oral art) 장르다. 시낭송, 힙합과 재즈 시, 전통적인 시 읽기, 코미디 형식, 산문적인 독백 등을 포괄한다. 미국 할렘 흑인들의 시문학은 현대의 스포큰 워드에 많은 영향을 끼쳤고, 미국 시카고 시인 마크 스미스(Marc Smith)에 의해 스포큰 워드는 단순히 시를 읽는 것이 아닌 글쓴이 자신을 짧고 강렬하게 표출하는 방법으로 발전해 왔다. 대표적인 스포큰 워드 아티스트로는 퓰리처상 시 부문 수상자 샤론 올즈(Sharon Olds)가 있다. 스포큰 워드 발표자는 즉흥으로 문장을 짓고 읊는 것도 가능하며, 랩의 라임처럼 운율을 극대화 시키기도 한다. 래퍼이자 싱어송라이터인 로린 힐(Lauryn Hill), 각각 그래미 어워드 최우수 알앤비(R&B) 앨범상과 랩 퍼포먼스 상을 받은 앨리샤 키스(Alicia Keys)와 래퍼 카니예 웨스트(Kanye West), 코미디언 데이브 샤펠(Dave Chappelle) 등 다양한 분야의 구두(口頭) 예술가들 또한 자신의 스포큰워드를 보여주었다. 특히 북미 케이블방송 HBO에서 2002년부터 방영한 “데프 포에트리 잼"(Def Poetry Jam)을 계기로 스포큰 워드가 북미 대중들에게 주목을 받게 되었다. 힙합 문화와 적극적인 교류가 이루어진 것이다. 미국에서는 현재 “내셔널 포에트리 슬램"(National Poetry Slam)과 같은 전국구 스포큰 워드 경연 대회 뿐만 아니라 마을의 도서관, 커피숍, 술집에서도 소규모 스포큰 워드 행사를 접할 수 있다. 스포큰 워드는 스포큰 워드 포에트리, 슬램 포임 등의 이름으로 불리기도 한다. 보통 여러 명이 모여 스포큰 워드를 발표하는 대회나 행사, 퍼포먼스는 포에트리 슬램 (또는, 포이트리 슬램)이라고 불린다. 간단히 슬램이라 일컫는 경우도 많다. 미국 대중음악시상식 그래미워어즈에서는 매년 '스포큰 워드 앨범상'을 수여하고 있다.

## 한국에서의 스포큰 워드
- 2010~2014년

2010년 래퍼 박하재홍은 문화예술수업의 일환으로 스포큰워드 워크숍을 개발했다. 그의 워크숍은 전국의 중고등학교, 도서관, 문화카페 등에서 수시로 이뤄졌다. 주로 쓰인 워크숍 명칭은 '랩과 문학의 만남, 슬램'이었다. 이 성과를 바탕으로 2012년 《랩으로 인문학 하기》를 집필했다. 2013년 정기적으로 스포큰워드를 발표하는 모임 '워드스미스 (Word Smiths)'가 서울에서 시작되었다. (워드스미스는 주로 영어 낭독자들이 참여한다) 2014년 시인 김경주, 힙합 평론가 김봉현, 래퍼 MC 메타는 "포에틱 저스티스"를 결성하고 10월 18일, 대구시에 위치한 소셜마켓에서 공식적인 포에트리 슬램 프로젝트를 시작했다. 같은 달, 시인 김경주가 번역한 미국 스포큰워드 작가 셰인 코이잔의 작품집 《아마도 그건 아물 거야》가 출판되었다. 11월, 래퍼 아날로그소년과 시인 김경현은 서울의 신촌서당에서 스포큰워드 강좌를 열었다.
- 2015~2017년

2015년 래퍼 박하재홍은 재즈·블루스·힙합 음악 등에 어울려 즉흥으로 낭독하는 방식을 워크숍에 포괄했다. 라벨 엔터테인먼트가 '이야기로 말하는 콘서트, 비트포이트리'를 서울의 소풍쉐어하우스에서 시작했다. 스포큰워드 오픈마이크 '가론: 포에트리 잼'이 서울의 오피스커피에서 시작했다. 미국 언더그라운드 래퍼 오디씨(oddisee)의 내한공연 부대행사로 스포큰워드 공연이 진행되었다. 2017년 "포에틱 저스티스"는 사이버문학광장 《문장웹진》에 연재를 시작했다. 시인 김경주와 시인 제이크레빈(Jake Levine)이 시를 쓰고, 래퍼 MC 메타가 포에트리 슬램 퍼포먼스를 하면, 힙합 평론가 김봉현이 해설을 하는 형식으로 매달 2편의 작품을 발표한다. 스포큰워드 팀 "가론"은 'Cheese & Soju' 페이스북 페이지를 열고 워크숍 프로그램 'SPOKEN WORD 101'을 시작했다.한국여성민우회가 성별임금격차를 주제로 포에트리 슬램 워크숍과 발표회 '슬램 36.7%'를 열었다. 초대공연은 래퍼 슬릭 (래퍼)이었다. 래퍼 박하재홍은 '힙합으로 말해봐'라는 이름의 스포큰워드 워크숍을 진행하고, 본인 또한 스포큰워드를 선보였다. 뮤지션 엠키는 사람들의 사연을 글로 받아 대신 낭독하고 영상으로 올리는 spokenword.kr 페이지를 열었다.
- 2018년

2018년 EBS 모바일 콘텐츠 브랜드 모모(MOMOe)가 스포큰워드 콘텐츠 《my VERSE. Day》를 2회 연재했다.《my VERSE. Day》의 기획은 스포큰워드 팀 "가론"을 만든 노원스페셜(no.1special / 본명: 박세준)이 담당했다. 노원스페셜(no.1special)은 4월 28일, 서울 연남로에 위치한 소규모공간 '망각'에서 국내 최초 1인 스포큰워드 공연 《쥬만지》를 선보였고, 스포큰워드 소셜 클럽 "말하는 오후" 페이지를 새로 만들었다. 래퍼 박하재홍은 스포큰워드 콘텐츠를 적극 수용하는 '소셜힙합연구소 3.6.0' 페이스북 페이지를 열었다.  "포에틱 저스티스"의 토크콘서트가 8월 1일, 상상유니브인천과 9월 7일, 수원독서문화축제에서 열렸다. MBC 한글날 특집다큐 방송에서 스포큰워드 소셜 클럽 "말하는 오후"의 노원스페셜(no.1special)과 동료들을 인터뷰하고 스포큰워드를 소개했다. "포에틱 저스티스"는 사이버문학광장 《문장웹진》에 연재한 작품을 모아 듣는시집 《일인시위》를 11월에 출간했다. 스포큰워드 소셜 클럽 "말하는 오후"는 12월 1일, 서울 '신촌 소셜팩토리'에서 연극과 스포큰 워드 콜라보 공연 《나와 너를 잇다》에 참여했다. "말하는 오후" 운영자 노원스페셜은 스포큰워드 프로그램 개발에 집중하는 회원을 "비스포큰 크루"라 명명하고, 정기적인 연구 모임을 시작했다. 비스포큰 크루 소속인 정신과의사 장창현은 정신의학신문 연재기사에 스포큰워드를 소개하는 글을 기고했다.
- 2019년

2019년 3월 9일, 그래피티 작가 '레오다브'의 스튜디오 오프닝 파티에서 "말하는 오후"가 공연했다. 2019년 4월, 그리스 미디어 아티스트 '미카일 카리키스'의 개인전 《두렵지 않아》에서 작품 연계 프로그램으로 박하재홍의 스포큰워드 워크숍을 진행하고 영상 기록을 남겼다. 4월 27일, 서울 이화쉼터에서 열린 《예술로 봄》에서 "말하는 오후"의 스포큰워드 프로그램이 진행되었다. 6월 1일, "말하는 오후"는 크리스쳔힙합플렛폼 "포크라이스트"의 루프룹 행사에서 공연했다.
6월 8일, 한국의료복지사회적협동조합연합회가 '2019 힙합 치유와 함께하는 협동의사연수회'에 "말하는 오후"를 초대해 스포큰워드 워크숍을 진행했다. 6월 29일, 서울의 문화공간에무(emu Artspace)에서 열린 콜렉티브 아트페스티벌 'Stories From Below'에서 "워드스미스(Wordsmiths)"와 "말하는 오후"가 공연했다.

## 같이 보기
- 랩 (음악)
- 레치타티보